# Arenaria inornata
Arenaria inornata är en nejlikväxtart som beskrevs av William Wright Smith. Arenaria inornata ingår i släktet narvar, och familjen nejlikväxter. Inga underarter finns listade i Catalogue of Life.